# Alexander Woll
Alexander Woll (* 1963) ist ein deutscher Sportwissenschaftler und Hochschullehrer.

## Leben
Woll studierte von 1986 bis 1991 an der Ruprecht-Karls-Universität Heidelberg Sport, Geschichte und Erdkunde, seine Doktorarbeit („Gesundheitsförderung in der Gemeinde - eine empirische Untersuchung zum Zusammenhang von sportlicher Aktivität, Fitness und Gesundheit bei Personen im mittleren und späteren Erwachsenenalter“) wurde 1996 am Institut für Sportwissenschaften der Johann Wolfgang Goethe-Universität Frankfurt am Main angenommen. Nachdem er ebendort als Promotionsstipendiat und wissenschaftlicher Mitarbeiter tätig gewesen war, arbeitete Woll von 1997 bis 1999 am Institut für Sportwissenschaften der Uni Frankfurt im Bereich Schul-, Freizeit- und Gesundheitssport als wissenschaftlicher Hochschulassistent.
1999 wechselte er an das Institut für Sport und Sportwissenschaft der Universität Karlsruhe, Abteilung Sportpädagogik und Theoriefelder der Sozialwissenschaften, war dort (ab 2002 im Rang eines akademischen Rates) in der Abteilung Sportpädagogik und Theoriefelder der Sozialwissenschaften tätig. 2003 schloss Woll in Karlsruhe seine Habilitation ab, der Titel seiner Schrift lautete „Sportliche Aktivität im Lebenslauf und deren Wirkungen auf die Entwicklung von Fitness und Gesundheit - eine internationale Längsschnittstudie. Grundlagen, Methoden und Programme“. Von 2004 bis 2012 hatte er an der Universität Konstanz eine Professorenstelle für Sportwissenschaft (Schwerpunkt Sportpädagogik sowie Sport und Gesundheit) inne, im Oktober 2012 trat er das Amt des Leiters des Instituts für Sport und Sportwissenschaft am Karlsruher Institut für Technologie an. Zudem ist Woll Vorstandsvorsitzender des Forschungszentrums für den Schulsport und den Sport von Kindern und Jugendlichen (FoSS) und hat die Verbundleitung des Motorik Moduls (MoMo), das deutschlandweit die Entwicklung von motorischer Leistungsfähigkeit und körperlich-sportlicher Aktivität und ihre Wirkung auf die Gesundheit von Kindern, Jugendlichen und jungen Erwachsenen wissenschaftlich im Längsschnitt seit 2003 untersucht. MoMo ist ein Teilmodul der bundesweiten Studie zur Gesundheit von Kindern und Jugendlichen in Deutschland (KiGGS) des Robert Koch-Instituts (RKI). Insbesondere die Auswirkungen der COVID-19-Pandemie in Deutschland auf das Bewegungsverhalten von Kindern und Jugendlichen in unterschiedlichen Settings und auch für vulnerable Zielgruppen können durch das MoMo-Datenmaterial belegt werden.
Bei der Deutschen Vereinigung für Sportwissenschaft wurde Woll 2006 Sprecher der Kommission Gesundheit.